# Equal Idiots
Equal Idiots est un groupe belge de garage rock, originaire de Hoogstraten, près d'Anvers, en Flandre. Il est composé de Thibault Christiaensen (chant et guitare) et Pieter Bruurs (batterie).

## Histoire
Formé par les deux amis en 2012, le groupe se distingue par un style garage rock percutant, avec des performances live animées. En 2014, l'EP Judas' Reincarnation // Loveless Love sort, avec le single Salmon Pink. Celui-ci atteint la première place du classement De Afrekening de Studio Brussel au printemps 2016.
Le groupe perce à l'automne 2016 en remportant le prix du public de De Zes au centre musical Trix, en gagnant De Nieuwe Lichting et en atteignant la finale du Humo's Rock Rally, suivi au printemps 2017 par le nouveau single Put My Head in the Ground, qui devient un hotshot sur Studio Brussel et atteint également la première place de De Afrekening. Le single était le précurseur de leur premier album, Eagle Castle BBQ, avec une sortie le 23 juin. Le groupe joue dans les principaux festivals d'été, notamment Suikerrock en 2017, Dour et Rock Werchter en 2018, Pukkelpop, les Lokerse Feesten, Werchter Parklife, et Crammerock. Le groupe se produit également aux Pays-Bas, en 2018 ils étaient à l'Eurosonic de Groningue.
En février 2020, ils jouent pour la première fois au Grand Hall de l'AB à Bruxelles, pour présenter leur nouvel album Adolescence Blues Community. En juillet 2022, Equal Idiots joue en première partie de Jack White au Forest National.